# Wodaabe - I pastori del sole
(Proverbio Woodabe che appare in coda al film)
Wodaabe - I pastori del sole (Wodaabe - Die Hirten der Sonne. Nomaden am Südrand der Sahara) è un film documentario del 1989 diretto da Werner Herzog.

## Trama
Il film è un ritratto della tribù sub-sahariana dei Wodaabe dell'etnia Fulani, che si autoconsidera come "la gente più bella del mondo". Le tribù a loro vicine però li disprezzano chiamandoli "Bororo", che significa "pastori in cenci".
Questo popolo nomade di allevatori di bestiame vive nel Sahel occidentale e si muove principalmente tra il Niger meridionale e la Nigeria settentrionale alla ricerca di nuovi pascoli. In base a quello che racconta un anziano durante il documentario, il suo gruppo sarebbe originario del Kajauri e migrato in seguito a Tahoua e ad Asbin.
Dopo la stagione delle piogge, a settembre, si radunano per una festa chiamata Gerewol. I ragazzi si truccano, mettendo in evidenza il bianco dei denti e del bulbo oculare, si vestono con abiti dai colori vivaci e cercano di attrarre l'attenzione delle ragazze presenti. Queste ultime devono infatti scegliere fra di loro i più belli con cui avere un'esperienza amorosa.

## Distribuzione
In Italia è stato distribuito all'interno del DVD di Fata Morgana della Ripley's Home Video.